# Cinema im Ostertor

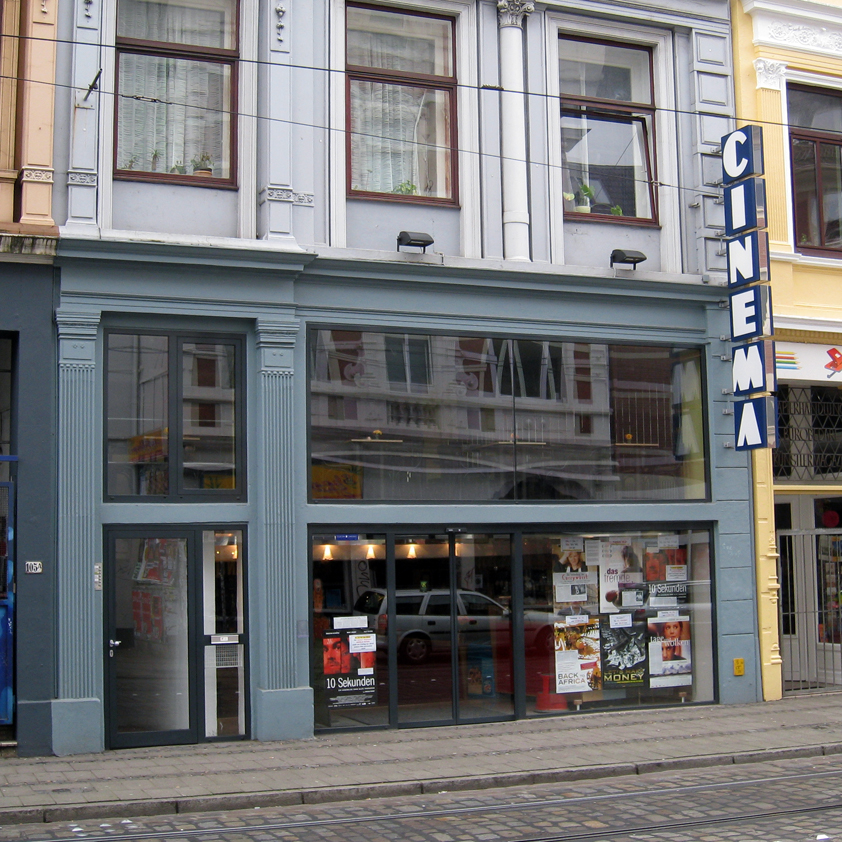
Das Cinema Ostertor 2008

Das Cinema im Ostertor, früher Cinema Ostertor, ist ein am 7. November 1969 als erstes Programmkino in Deutschland gegründetes Kino am Ostertorsteinweg in Bremen, Ortsteil Ostertor, dem sogenannten Viertel.
Das Haus (Nr. 105) gehört zur denkmalgeschützten Wohnhausgruppe Ostertorsteinweg 100 bis 107.

## Geschichte

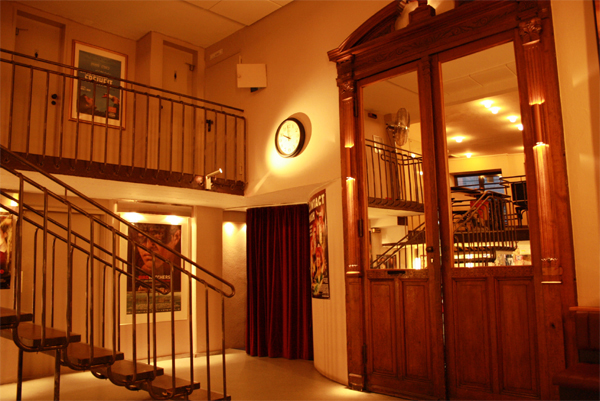
Das Foyer mit dem Treppenaufgang zum Café 2009

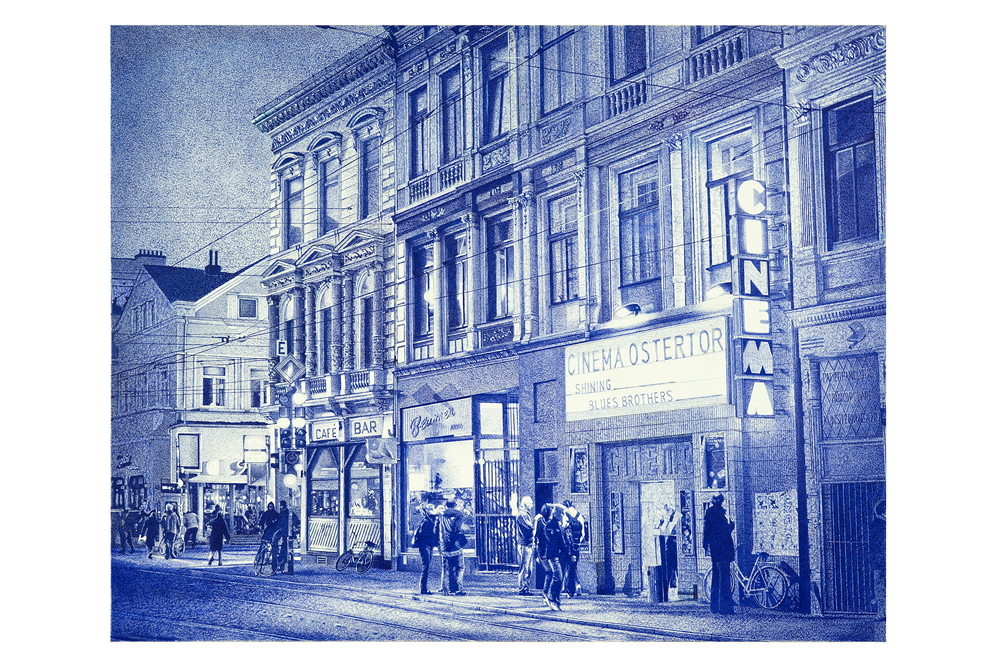
Kugelschreiber-Zeichnung von Jub Mönster

Gretel und Otto Draber haben das heutige Cinema von 1934 bis 1969 als Kammer-Lichtspiele betrieben. Sie unterhielten Kinos in Hamburg und Bremen (u. a. das ehemalige Concordia-Filmtheater in Schwachhausen).
Die Gründungsmitglieder des Cinema im Ostertor waren Gert Settje († 9. Mai 2012, in den 1960er Jahren Geschäftsführer der Lila Eule), Lore Bertuleit, Hero Burmeister, Manfred Lohrengel, Robert Francke, Konrad Huchting und Jürgen Behrends. Seit seiner Gründung hat das Kino mehr als 50 Bundesfilmprogrammpreise bzw. Kinoprogrammpreise erhalten. Es fühlt sich seit der Gründung dem engagierten und kulturell anspruchsvollen Film verpflichtet. Es verfügt über einen Kinosaal mit 134 Sitzplätzen.
Das Kino war am 17. Februar 1972 in Hamburg an der Gründung der Arbeitsgemeinschaft Kino (AG Kino) beteiligt, einem bundesweiten Netzwerk von derzeit über 300 unabhängigen Kinos mit über 550 Leinwänden (Stand März 2020). Das Netzwerk wurde zu dem Zweck gegründet, Selbsthilfe und gegenseitige Unterstützung bei der Auffindung verschollener Filme, der Recherche nach Neuentdeckungen, der Gestaltung von Programmreihen und der Interessenvertretung gegenüber den Filmverleihern und der etablierten Kino-Branche anzubieten. 2003 schloss sich die AG Kino mit der Gilde deutscher Filmkunsttheater e. V. zur Arbeitsgemeinschaft Kino – Gilde deutscher Filmkunsttheater zusammen.
1973 gründete Gert Settje mit Reinhold Garske das Bremer Kommunalkino, das bis zu seinem Umzug nach Walle 1993 im Cinema beheimatet war. Das Kommunalkino zeigte im Rahmen dieser Zusammenarbeit Filme in den Räumlichkeiten des Cinema. Am 7. Mai 1974 wurde als erster Film des Kommunalkinos im Cinema Ostertor Kuhle Wampe oder: Wem gehört die Welt? gezeigt. Diese Kooperation endete 1993, als das Kommunalkino in ein eigenes Kino, das Kino 46 in Bremen-Walle, umzog und so über eigene Räumlichkeiten verfügte.
Die Betreiber des Kinos waren die Kinder von Gert Settje: Andrea und Thomas Settje, als Settje GbR. Zwischen dem 21. März 2013 bis 2017 wurde die Programmplanung und Bespielung durch die Bremer Filmkunsttheater, zu denen bereits drei weitere Bremer Programmkinos gehören, durchgeführt.
Von 2017 bis 2023 agierte das Kino wieder unabhängig und wurde weiter durch die Familie Settje betrieben.
Am 1. September 2023 übergab die Familie Settje das traditionsreiche erste Programmkino Deutschlands an die Bremer Filmkunsttheater, diesmal als neue Betreiber.

## Trivia
In Sven Regeners Roman Neue Vahr Süd wird das Cinema Ostertor erwähnt, da die Wohngemeinschaft des Protagonisten Frank Lehmann über dem Cinema Ostertor im selben Gebäude angesiedelt wurde. Dreharbeiten zur Verfilmung von Neue Vahr Süd fanden im Mai 2010 im Ostertorviertel statt. Hierzu wurde das Kino für zwei Tage geschlossen und u. a. die Fassade des Hauses temporär wieder in das Erscheinungsbild der frühen 1980er-Jahre umgestaltet.